# Relais 4 x 100 mètres nage libre masculin aux Jeux olympiques d'été de 2024
Cet article traite de l'épreuve masculine. Pour la compétition féminine, voir Relais 4 x 100 mètres nage libre féminin aux Jeux olympiques d'été de 2024.
Navigation
Tokyo 2020 Los Angeles 2028
Le relais 4 × 100 mètres nage libre masculin est une épreuve de natation des Jeux olympiques d'été de 2024 qui a lieu le 27 juillet 2024 à la Paris La Défense Arena. 

## Médaillés
| Or                                                                                                  | Or           | Argent                                                                                 | Argent        | Bronze | Bronze        |
| États-Unis- Caeleb Dressel - Hunter Armstrong - Chris Guiliano - Jack Alexy - Ryan Held - Matt King | 3 min 9 s 28 | Australie- Jack Cartwright - Flynn Southam - Kai Taylor - Kyle Chalmers - William Yang | 3 min 10 s 35 | Italie- Alessandro Miressi - Thomas Ceccon - Paolo Conte Bonin - Manuel Frigo - Lorenzo Zazzeri - Leonardo Deplano | 3 min 10 s 70 |

## Records
Avant cette compétition, les records dans cette discipline étaient :
| Record du monde  | 3:08.24 | États-Unis- Michael Phelps - Garrett Weber-Gale - Cullen Jones - Jason Lezak | 11 août 2008 | Pékin, Chine |
| Record olympique | 3:08.24 | États-Unis- Michael Phelps - Garrett Weber-Gale - Cullen Jones - Jason Lezak | 11 août 2008 | Pékin, Chine |

## Calendrier
| Date              | Horaire | Manche |
| ----------------- | ------- | ------ |
| Samedi 27 juillet | 11 h 00 | Séries |
| Samedi 27 juillet | 20 h 30 | Finale |

## Résultats détaillés
Les huit meilleurs temps se qualifient pour la finale (F).
| Rang | Série | Ligne | Pays | Athlètes | Temps | Remarque |
| ---- | ----- | ----- | ---- | -------- | ----- | -------- |
| 1    |       |       |      | [[]] ()  |       | F        |
| 2    |       |       |      | [[]] ()  |       | F        |
| 3    |       |       |      | [[]] ()  |       | F        |
| 4    |       |       |      | [[]] ()  |       | F        |
| 5    |       |       |      | [[]] ()  |       | F        |
| 6    |       |       |      | [[]] ()  |       | F        |
| 7    |       |       |      | [[]] ()  |       | F        |
| 8    |       |       |      | [[]] ()  |       | F        |
| 9    |       |       |      | [[]] ()  |       |          |
| 10   |       |       |      | [[]] ()  |       |          |
| 11   |       |       |      | [[]] ()  |       |          |
| 12   |       |       |      | [[]] ()  |       |          |
| 13   |       |       |      | [[]] ()  |       |          |
| 14   |       |       |      | [[]] ()  |       |          |
| 15   |       |       |      | [[]] ()  |       |          |
| 16   |       |       |      | [[]] ()  |       |          |

| Rang                                | Ligne | Pays | Athlètes | Temps | Remarque |
| ----------------------------------- | ----- | ---- | -------- | ----- | -------- |
| Médaille d'or, Jeux olympiques      |       |      | [[]] ()  |       |          |
| Médaille d'argent, Jeux olympiques  |       |      | [[]] ()  |       |          |
| Médaille de bronze, Jeux olympiques |       |      | [[]] ()  |       |          |
| 4                                   |       |      | [[]] ()  |       |          |
| 5                                   |       |      | [[]] ()  |       |          |
| 6                                   |       |      | [[]] ()  |       |          |
| 7                                   |       |      | [[]] ()  |       |          |
| 8                                   |       |      | [[]] ()  |       |          |